# Movimento internazionale dei Falchi Rossi - Internazionale dell'educazione socialista
Il Movimento Internazionale dei Falchi Rossi - Socialist Education International è un'organizzazione internazionale che riunisce organizzazioni giovanili di 57 Paesi del mondo, principalmente del movimento dei Falchi Rossi. Si basa sui principi dell'autoeducazione giovanile e lotta per i diritti dei bambini e dei giovani. È un'associazione sorella dell'Internazionale socialista. È un'organizzazione giovanile per giovani dai 6 ai 18 anni. I valori educativi di questa organizzazione sono la coeducazione, l'autodisciplina e l'autogoverno.

## Storia
I suoi obiettivi erano influenzare i costumi della società all'inizio del XX secolo e formare quadri per la futura repubblica socialista. Il movimento nacque in Austria con il nome di "Roten Falken", creato dall'educatore socialista Anton Afritsch, che voleva organizzare attività ricreative per la popolazione di Vienna.
Il "Falken" si sviluppò solo dopo il 1918 nel Nord Europa. Nel 1927, Kurt Löwenstein, membro del Reichstag e professore a Berlino, fondò la prima Repubblica dei Falchi Rossi.
I Falchi Rossi (Rote Falken) della RDT aderivano a questo movimento internazionale

## In Italia
In Italia nascono delle associazioni Amici dell'Infanzia nel periodo precedente alla prima guerra mondiale nelle zone sotto l'impero Austro - Ungarico. Nel 1907 con la nascita dell''Internazionale giovanile socialista, che si occupava anche di diffondere e coordinare le varie associazioni Amici dell'Infanzia, furono costituiti dei gruppi di Falchi Rossi anche nelle provincie di Trieste, Trento, Gorizia e nell'Istria e Dalmazia. Nel resto dell'Italia non vennero mai alla luce fino al 1949 anno di nascita dell'Associazione Falchi Rossi Italiani che aderirono al  Movimento internazionale dei Falchi Rossi - Internazionale dell'educazione socialista

## IFM-SEI - International Falcon Movement

### Presidenti
- 1925 Max Winters
- 1955-1959 Anton Cesarek
- 1967-1980 Hans Matzenauer
- 1980-1983 Eric Nielsen
- 1983-1985 Piet Kempenaars
- 1985 Eric Nilsson
- 1985-1995 Jerry Svensson
- 1995-2001 Jessi Sorensen
- 2001-2005 Östen Lövgren
- 2005-2007 Ted Betulla
- 2007-2013 Tim Scholz
- 2013-2016 Ana Maria Almario
- 2013-2018 Sylvia Siqueira Campos
- 2018–0000 Cristina Schauer[2]

### Segretari generali
- 1931 Kurt Biac
- 1966-1972 Miguel Angel Martínez Martínez
- 1972-1976 Ilpo Rossi
- 1976-1979 Ulric Andersen
- 1979-1995 Jacqui Cottyn
- 1995-2001 Odette Lambert
- 2001-2007 Uwe Ostendorff
- 2007-2013 Tamsin Pearce
- 2013-2016 Christine Sudbrock
- 2016–0000 Carly Dawson

## Le Repubbliche dei Falchi Rossi
Le Repubbliche dei Falchi Rossi furono i quattro campi estivi internazionali organizzati dal Movimento Internazionale dei Falchi - Internazionale Educativa Socialista dal 1929 al 1939.
1933 Prima Repubblica dei Falchi a Oostduinkerk, in Belgio.
1935 Seconda Repubblica dei Falchi a Verneuil-l'Étang, in Francia. Riunisce 900 bambini provenienti da Austria, Belgio, Cecoslovacchia, Francia, Regno Unito e Svizzera.
1937 Terza Repubblica dei Falchi a Brighton, Regno Unito. Riunì 2.000 bambini provenienti da Belgio, Cecoslovacchia, Francia, Gran Bretagna, Spagna e Tunisia. Il tema del campo era la solidarietà.
1939 Quarta Repubblica dei Falchi a Wander, in Belgio. Riunisce 1.600 bambini provenienti da Belgio, Francia, Regno Unito, Svizzera, Tunisia e bambini rifugiati spagnoli. I temi del campo sono la libertà e la pace.

## I campi internazionali del MIF/ISE
Dalla fine della Seconda guerra mondiale il MIF/ISE ha organizzato campi internazionali:
- 1946 Brighton, Inghilterra
- 1951 Döbriach, Austria
- 1952 Füssen, Germania Ovest
- 1955 Oslo, Norvegia
- 1956 Stoccolma, Svezia
- 1958 Vienna, Austria
- 1961 Deurne, Belgio
- 1988 Imatra, Finlandia
- 1991 Norrköpping, Svezia
- 1997 Zanka, Ungheria
- 2006 Kent, Inghilterra
- 2010  Döbriach, Austria e Jedovnice, Repubblica Ceca

## Organizzazioni membri

### Africa
- Senegal
  1. Action Enfance Sénégal (Movimento Nazionale dei Falchi del Sénégal[4])
  2. Movimento Nazionale dei Pionieri Senegalesi[5]
- Mauritius
  1. Movimento dei Falchi Rossi di Mauritius - Mouvement éducatif socialiste de Mauri
- Sahara Occidentale
  1. Union della gioventù de Saguiet el-Hamra e del Rio de Oro.
- Uganda
  1. Youth Development Forum (YODEFO)

### Asia
- India
  1. Antar Bharati

- Pakistan
  1. All Pakistan Federation of United Trade Unions

- Bangladesh
  1. Bangladesh Youth Educational Foundation (BYEF)

- Indonésie
  1. KKSP Foundation[6]

- Sri Lanka
  1. Mawana Lanka

- Bhoutan
  1. Youth Organization of Bhutan[7]

### Europa
- Belgio

1. Faucons rouges
2. Rode Valken, RVPA

- Francia

1. Fédération nationale Léo-Lagrange

- Portogallo

1. Associacao para a Promocao Cultural da Crianca[8]

- Armenia

1. Armenian Youth Federation (YO-ARF)[9]

- Bulgaria

1. Association Solidarity

- Malta

1. Brigata Laburista[10]

- Cipro

1. Cyprus Educational Reform Association

- Danimarca

1. Leg og Virke

- Spagna

1. Esplais Catalans[11]

- Slovacchia

1. Fenix

- Norvegia

1. Framfylkingen

- Lettonia

1. Jaunie Vanagi[12]

- Svizzera

1. Kinderfreunde/Rote Falken Zürich[13]

- Lituania

1. Lietuvos Sakaliuku sajunga

- Ungheria

1. Magyarországi Gyermekbarátok Mozgalma[14]
2. Magyar Úttörok Szövetsége

- Finlandia

1. Nuorten Kotkain Keskusliitto[15]

- Austria

1. Österreichische Kinderfreunde Rote Falken[16]

- Repubblica Ceca

1. Pionyr

- Paesi Bassi

1. Rode Valken Holland

- Germania

1. Sozialistische Jugend Deutschlands-Die Falken[17]

- Bielorussia

1. SYB - The Falcons Belarus, Belarus

- Ucraina

1. Ukrainian Falcons

- Svezia

1. Unga Örnar

- Regno Unito

1. The Woodcraft Folk[18]

### Medio-Oriente
- Israele

1. AJYAL
2. Hamahanot Haolim
3. Hachomer Hatzaïr
4. Hanoar Haoved Véhalomed

- Iran (in esilio in Francia)

1. Association for the right of Iranian children

- Palestine

1. Independence Youth Union
2. The Palestine Red Crescent Society

### America
- Colombia

1. Fondación Acacia

- Perù

1. Los Cachorros
2. Club infantil “23 Mayo”[19]

- Messico

1. Causa Nueva

- Guatemala

1. CEDECAP

- Ecuador

1. Fundación Ecuatoriana para la Rehabilitación y Capacitación del no vidente y deficiente visual

- Argentina

1. Horneros Punto Ar

- Repubblica Dominicana

1. INDAJOVEN

- El Salvador

1. Instituto Salvadoreño de Educación Cívica (INDEC)

- Cile

1. Manque Chile

- Honduras

1. Mentes en Acción

- Nicaragua

1. Movimiento Infantil Luis Alfonso Velásquez Flores

- Brasile

1. MIRIM
2. Rio Futuro

- Bolivia

1. Organización Nueva Generacin

- Haiti

1. Oridev

- Panama

1. Panama Verde

### Partner
- Russia

1. Russian Falcon League

- Georgia

1. Georgian Falcons